# SIGIRR
SIGIRR‏ (Single Ig and TIR domain containing) هوَ بروتين يُشَفر بواسطة جين SIGIRR في الإنسان.